# Exército Imperial de Manchukuo
O Exército Imperial Manchukuo (em chinês:  滿洲國軍, transl. Mǎnzhōuguó jūn), foi a força terrestre dos militares de Manchukuo, um estado-fantoche estabelecido pelo Império do Japão na Manchúria, uma região do nordeste da China. A força foi usada principalmente para lutar contra guerrilheiros comunistas e nacionalistas em Manchukuo, mas também participou da batalha contra o Exército Vermelho Soviético em várias ocasiões. Inicialmente consistia em ex-tropas do Exército Nacional Revolucionário do "Jovem Marechal" Zhang Xueliang, que foram recrutadas em massa após a invasão japonesa da Manchúria, mas eventualmente se expandiu para incluir novos voluntários e recrutas. O Exército Imperial aumentou em tamanho de cerca de 111 mil soldados em 1933 para uma força estimada entre 170 mil e 220 mil soldados em seu auge em 1945, sendo composto por chineses han, manchus, mongóis, coreanos, japoneses e russos brancos. Ao longo da sua existência, a maioria das suas tropas foi considerada pouco confiável pelos seus oficiais e conselheiros japoneses, devido ao fraco treinamento e ao baixo moral.

## História

### Estabelecimento

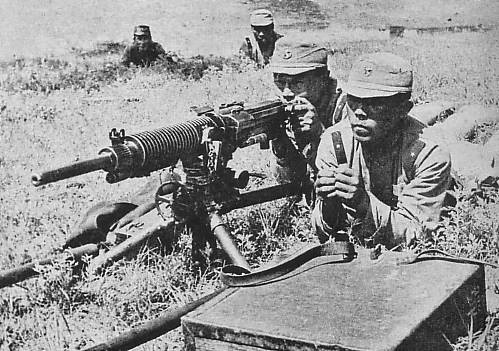
Exercício militar do Exército Imperial Manchukuo

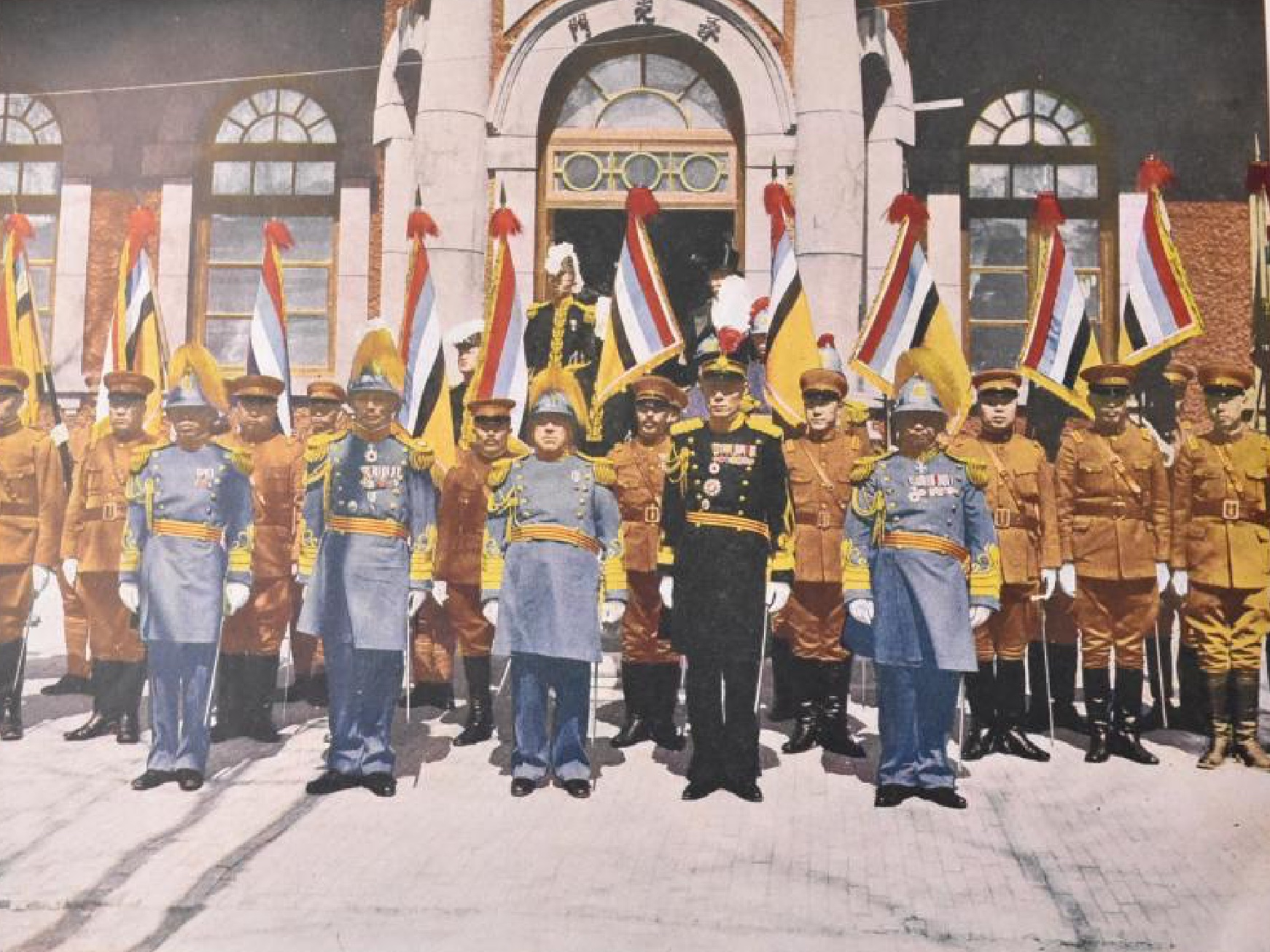
Generais do Exército Imperial Manchukuo

Após a invasão japonesa da Manchúria em setembro de 1931 e a criação do estado-fantoche de Manchukuo em 18 de fevereiro de 1932, eles começaram a formar um exército para ajudá-los a policiar a população local. As forças armadas Manchukuoan foram oficialmente estabelecidas pela Lei do Exército e da Marinha de 15 de abril de 1932 para manter a ordem no novo país. O ex-imperador da Dinastia Qing, Pu Yi, que mais tarde foi conhecido pelo nome da época Kangde após sua ascensão ao trono de Manchukuo em 1934, tinha o comando supremo das forças terrestres, navais e aéreas. Os recrutas iniciais do Exército Imperial vieram das antigas tropas nacionalistas chinesas do exército de Zhang Xueliang, o senhor da guerra que governou a Manchúria antes da invasão japonesa. Um grande número de soldados chineses se renderam ao Exército Imperial Japonês e foram recrutados em massa para as novas forças Manchukuoan. Cerca de 60.000 dessas tropas se renderam e muitas mais foram posteriormente absorvidas pelo Exército Imperial. Outros recrutas incluíam grupos de bandidos locais e voluntários.
Muitas das tropas nacionalistas que anteriormente serviram sob o comando do jovem marechal Zhang Xueliang receberam um treinamento deficiente e tinham pouca lealdade a ninguém, sendo uma grande proporção delas viciadas em ópio. Como resultado, a nova força foi considerada pouco confiável pelos japoneses, que decidiram empregar as antigas tropas de Zhang Xueliang porque forneciam um exército numericamente grande e já treinado (embora mal). Seu desempenho contra grupos de bandidos foi péssimo. Foi relatado que em maio de 1932 uma unidade de 2.000 soldados Manchukuoan foi "conduzida como ovelhas" por um grupo de bandidos contra os quais operava. A sua falta de lealdade ao novo regime foi demonstrada pelo número significativo de motins que ocorreram naqueles anos. Em agosto de 1932, uma unidade de cerca de 2.000 homens abandonou a sua guarnição em Wukimiho, entregando as suas armas às guerrilhas anti-japonesas. Da mesma forma, todo o 7º Regimento de Cavalaria se revoltou na mesma época e também se juntou aos guerrilheiros. Segundo oficiais japoneses, houve muitos casos de tropas Manchukuoan entregando suas armas aos inimigos que foram enviados para atacar.
Na sua primeira forma, o Exército Imperial Manchukuo foi organizado em sete Exércitos de Guardas Provinciais (um para cada província), com um total de cerca de 111.000 homens. Uma Brigada de Cavalaria Independente foi criada para fornecer uma guarnição para a capital de Xijing, e a Guarda Imperial Manchukuo foi formada em fevereiro de 1933 por homens de origem étnica Manchu como parte da guarnição da capital para fornecer proteção ao Imperador Puyi e a altos funcionários do governo. Os japoneses pretendiam substituir as antigas tropas pouco confiáveis de Zhang Xueliang por aquelas treinadas por eles e pelo governo de Manchukuo assim que as circunstâncias permitissem. Como parte deste esforço, uma nova lei assinada em 1934 estabelecia que apenas aqueles treinados pelo governo Manchukuoan poderiam servir como oficiais. Isso foi feito para remover os ex-oficiais nacionalistas que estiveram nas forças de Zhang Xueliang e quebrar a tradição do senhor da guerra.
Em 1938, academias militares foram estabelecidas em Mukden e Xinjing para fornecer ao Exército Imperial tropas mais confiáveis. Uma Escola Central de Treinamento para oficiais subalternos foi inaugurada em Mukden. A primeira turma de 200 cadetes oficiais formou-se em novembro de 1938, seguida por outras 70 em janeiro de 1939. Outra turma se formou em 1940, que contava com 97 cadetes. Depois disso, o número de voluntários nativos diminuiu e a escola aceitou 174 recrutas japoneses, que serviram tanto no exército Manchukuoan quanto nas reservas japonesas. A academia militar de Xinjing teve sua primeira turma formada em julho de 1938, que incluía 34 cadetes. Além disso, uma escola de sinalização, uma escola de medicina e uma escola de treinamento de gendarmaria foram estabelecidas em Manchukuo. Uma academia militar específica para a etnia mongol foi criada em 1934, acolhendo 100 cadetes para um curso de dois anos. O curso incluía ensinamentos religiosos e outras aulas para promover um espírito patriótico mongol nos cadetes. Essa primeira turma se formou no final da década de 1930.
Um fator importante que permitiu a expansão do exército Manchukuoan foi o recrutamento. A Lei de Requisição de Suprimentos Militares de 13 de maio de 1937 permitiu que os exércitos Manchukuoan e Japonês recrutassem trabalhadores, bem como permitiu-lhes que se apropriassem de terras e materiais para fins de manutenção da ordem. O recrutamento de soldados só começou em abril de 1940 e só foi oficialmente sancionado em 1941, o que permitiu a convocação de todos os homens aptos com idades entre dezoito e quarenta anos, de todos os grupos étnicos. Todos os jovens foram obrigados a fazer um exame físico e então 10% deles foram selecionados para o serviço. A educação, a boa forma física e a lealdade das famílias ao regime foram fatores levados em consideração na seleção dos recrutas. Quando isso não foi suficiente, os japoneses recrutaram à força homens de todo o país para o exército, e muitos esforços foram feitos para promover um espírito patriótico Manchukuoan entre as tropas.

### Operações de contrainsurgência

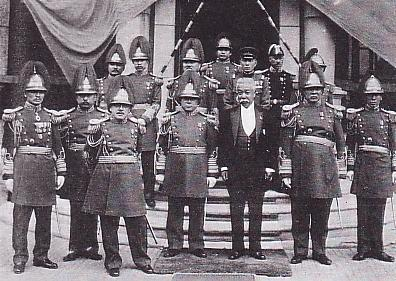
Oficiais do Exército Imperial Manchukuo

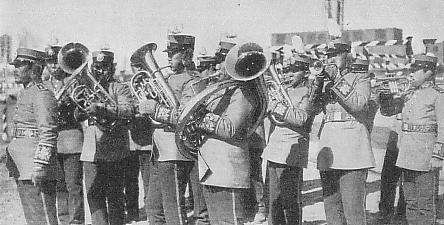
Banda do Exército Manchukuo

Nos seus primeiros anos, o Império de Manchukuo foi o lar de muitos grupos de resistência que lutaram contra ele e contra as forças de ocupação japonesas. Muitos desses guerrilheiros eram civis, mas muitos eram ex-soldados do exército de Zhang Xueliang que decidiram continuar a resistir por conta própria, em vez de se renderem ou deixarem a Manchúria. Um dos líderes da resistência mais notáveis foi Ma Zhanshan, cujo exército travou ações de retaguarda enquanto a força principal de Zhang Xueliang recuava para o sul. Os japoneses ficaram impressionados com ele e decidiram recrutá-lo oferecendo uma grande quantia em dinheiro ao general. Ma inicialmente aceitou a oferta do coronel Kenji Doihara e serviu brevemente como ministro da guerra do estado de Manchukuo. Ele aproveitou a oportunidade para equipar e armar suas tropas antes de desertar em massa para lutar novamente contra os japoneses.
O número de insurgentes em Manchukuo aumentou de 130 mil inicialmente para mais de 300 mil. O problema tornou-se tão grave que os japoneses lançaram uma série de operações anti-guerrilha durante o início e meados da década de 1930. As operações contaram com o uso de tropas do Exército Imperial em apoio ao EIJ e foram amplamente bem-sucedidas, confinando os insurgentes restantes ao nordeste do país e reduzindo bastante o seu número. Eles foram complicados pelo fato de que muitas das tropas Manchukuoan tinham pouca lealdade ao seu novo regime e frequentemente mudavam de lado ou alertavam os bandidos sobre os ataques que se aproximavam. Essas operações frequentemente envolviam uma vanguarda menor de tropas japonesas que travava grande parte dos combates com um contingente Manchukuoan maior que desempenhava um papel de apoio. Uma lei promulgada em setembro de 1932 intitulada "Punição Provisória para Bandidos" permitia a execução de insurgentes capturados. O Ministério da Guerra de Manchukuo forneceu recompensas monetárias aos oficiais das unidades que mataram insurgentes. O Exército Imperial sofreu baixas significativas durante o período de 1932 a 1935 durante estas operações, perdendo 1.470 mortos e 1.261 feridos. A primeira campanha conduzida pelas tropas Manchukuoan independentemente dos japoneses só ocorreu em 1936, quando cerca de 16.000 homens participaram do combate ao 1º Exército de Rota, capturando ou matando mais de 2.000 insurgentes.
Algumas das primeiras operações notáveis em que as tropas Manchukuoan estiveram envolvidas incluíram:
- Subjugação do Exército Anti-Jilin (março-junho de 1932): Uma campanha empreendida pelas forças japonesas e várias unidades Manchukuoan para expulsar 20.000 soldados nacionalistas da região de Jilin. As unidades envolvidas foram as 7ª e 8ª Brigadas de Infantaria juntamente com as 2ª e 3ª Brigadas de Cavalaria, num total de 7.000 homens. Vários navios da Frota de Defesa Fluvial também participaram. Os nacionalistas foram empurrados de volta para o norte da província e o rio Sungari foi protegido.[11]
- Primeira liberação de Dongbiandao (maio-junho de 1932): Quando um comandante Manchukuoan se revoltou e cercou o consulado japonês em Donghe, uma força da polícia japonesa foi enviada para socorrê-lo, junto com o primeiro e o segundo destacamentos do Exército da Guarda Fengtian como apoio. Eles totalizaram 4.000 homens. Embora os amotinados tenham sido forçados a recuar, as tropas Manchukuoan tiveram um desempenho fraco e sofreram perdas consideráveis.[11]
- Subjugação de Ma Zhanshan (abril-julho de 1932): Uma campanha lançada contra a sede de Ma Zhanshan. As forças Manchukuoan somavam 5.000 homens e incluíam destacamentos do Exército da Guarda de Heilongjiang. Eles lutaram ao lado das tropas japonesas durante a operação. O fraco desempenho dos Manchukuoans durante a luta permitiu que seus guerrilheiros escapassem.[11]
- Subjugação de Li Haijing (maio de 1932): Um ataque lançado por uma força de 6.000 soldados da 1ª Brigada de Infantaria e 2ª Brigadas de Cavalaria do Exército da Guarda de Heilongjiang, da 1ª Brigada de Cavalaria do Exército da Guarda de Jilin e dos 1º, 4º e 7º destacamentos do Exército Taoliao. Lutou contra um grupo de 10.000 insurgentes na província de Heilongjiang, no sul. A força conjunta Japonês-Manchukuoan expulsou com sucesso os insurgentes.[11]
- Primeira subjugação de Feng Zhanghai (junho de 1932): Uma série de escaramuças entre as unidades do Exército da Guarda de Jilin e os guerrilheiros locais. As forças Manchukuoan incluíam a Guarda Ferroviária de Jilin, o Corpo de Cavalaria e a 1ª Brigada de Infantaria, num total de 1.600 homens. Os Manchukuoans perderam 150 homens mortos enquanto afirmavam ter matado 1.000 guerrilheiros.[11]
- Segunda Subjugação de Feng Zhanghai (junho-julho de 1932): Uma operação para limpar vários distritos dos combatentes anti-japoneses. O contingente Manchukuoan incluía unidades dos Exércitos da Guarda Taoliao e Jilin. A força totalizou 7.000 homens e, com a ajuda japonesa, conseguiu expulsar 15.000 insurgentes.[11]
- Operação de subjugação de bandidos da Mongólia (agosto de 1932): Bandidos da Mongólia atacaram a linha ferroviária de Sidao e capturaram uma pequena cidade. Uma pequena força de Manchukuoans foi enviada para recuperar a área e forçou os mongóis a recuar.[11]
- Terceira subjugação de Feng Zhanghai (setembro de 1932): Uma força de 7.000 homens do Exército da Guarda de Jilin atacou 10.000 bandidos que estavam recuando após a derrota anterior em julho. Eles estavam tentando cruzar a fronteira de Manchukuo para a província chinesa de Rehe. Embora estivessem cercados, a maioria dos bandidos conseguiu escapar.[11]
- Subjugação de Su Bingwei ("Incidente de Mazhouli") (setembro-dezembro de 1932): Uma unidade que havia jurado lealdade a Manchukuo sob Su Bingwen se revoltou contra os japoneses. Uma força de 4.500 homens participou na repressão da revolta e teve sucesso após intensos combates, forçando Sun Bingwen a recuar para o território soviético.[11] Originalmente, a princesa e soldado Manchu Yoshiko Kawashima queria negociar com ele, mas os planos foram cancelados. Mesmo assim, a propaganda japonesa publicou histórias exageradas de suas façanhas durante a revolta.[12]
- Segunda subjugação de Dongbiandao (outubro de 1932): O Exército da Guarda Fengtian eliminou um distrito de guerrilheiros, matando 270 homens e fazendo outros 1.000 prisioneiros. Cerca de 8.000 soldados Manchukuoan atuaram como apoio para uma força japonesa muito menor.[11]
- Subjugação de Li Haijing (outubro de 1932): Um grupo de 3.000 insurgentes tentou atacar a província de Heilongjiang, no sul, antes que uma força conjunta Manchukuoan-Japonesa lançasse um contra-ataque. Em seguida, recuou para a província de Rehe.[11]
- Subjugação do distrito de Ki Feng-Lung (novembro de 1932): Uma operação para limpar o distrito de Ki Feng-Lung dos insurgentes, envolvendo cerca de 5.000 soldados Manchukuoan.[11]
- Terceira Subjugação Dongbiandao (novembro-dezembro de 1932): Uma operação lançada para eliminar os remanescentes dos grupos de bandidos que permaneceram após a segunda campanha de subjugação. Envolveu cerca de 5.000 soldados Manchukuoan. A operação foi um sucesso e resultou na captura de 1.800 bandidos, alguns dos quais podem ter sido recrutados para o Exército Imperial.[11]
- Subjugação da província de Jilin (outubro-novembro de 1933): Uma operação em grande escala que ocorreu na província de Jilin, tentando libertar toda a região dos insurgentes e envolvendo 35.000 soldados Manchukuoan. Envolveu todo o Exército da Guarda de Jilin, bem como unidades de várias outras formações. Foi bem-sucedido e levou à morte de vários líderes antijaponeses proeminentes.[11]

### Defesa da fronteira

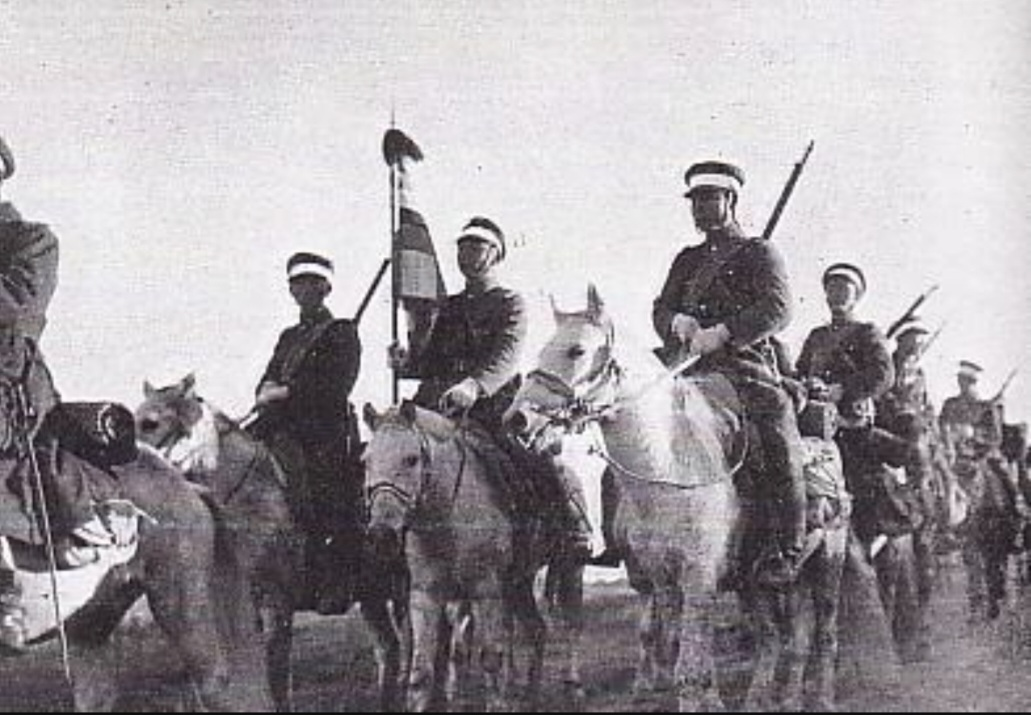
Cavalaria do Exército Imperial Manchukuo

Quando o governo nacionalista recusou que a Grande Muralha da China se tornasse a nova fronteira entre Manchukuo e a China, o Exército Japonês Kwantung lançou uma invasão da província de Rehe. A apoiar esta força estavam diversas unidades do Exército Imperial Manchukuo, que totalizavam cerca de 42 mil homens, sob o comando do General Zhang Haipeng. Os combates duraram pouco mais de um mês, de 23 de fevereiro a 28 de março de 1933. Os noticiários ocidentais escreveram que algumas unidades Manchukuoan lutaram bastante bem, com um destacamento capturando 5.000 soldados chineses.
Quando a Segunda Guerra Sino-Japonesa eclodiu em julho de 1937, unidades do Exército Nacionalista atacaram Manchukuo e, em resposta, o Exército Imperial foi parcialmente mobilizado. Várias unidades foram implantadas ao longo da fronteira. Alguns confrontos ocorreram com tropas nacionalistas ao longo de agosto e, na maioria dos casos, os manchukuoanos acabaram sendo derrotados. A chegada do coronel japonês Misaki, que assumiu o comando das unidades Manchukuoan, melhorou um pouco a situação. Seu desempenho melhorou durante a campanha, mas mesmo assim sofreram perdas consideráveis. O Exército Imperial perdeu 60 mortos e 143 desaparecidos em combate.
O Exército Imperial Manchukuoan viu alguma ação contra a União Soviética durante os conflitos fronteiriços soviético-japoneses, que ocorreram principalmente na região da Manchúria. Quando a Batalha do Lago Khasan ocorreu no verão de 1938, as unidades Manchukuoan foram usadas principalmente como reservas e viram poucos combates, e supostamente alguns regimentos se amotinaram durante a batalha. Em maio de 1939, eclodiram escaramuças entre a cavalaria mongol (a Mongólia era aliada da União Soviética) e as tropas Manchukuoan. A batalha intensificou-se à medida que ambos os lados trouxeram reforços e após quatro meses de combates a Batalha de Khalkhin Gol acabou sendo uma derrota para os japoneses e Manchukuo. Cerca de 18.000 Manchukuoans participaram da batalha, principalmente cavaleiros dos 7º e 8º Regimentos de Cavalaria. Eles foram inicialmente mantidos na reserva e enviados para a linha de frente em julho, logo após serem reforçados para a força divisional. Estas unidades foram posicionadas no flanco esquerdo do Exército Kwantung enquanto este avançava em direção ao rio Khalkhin Gol. O 1º Regimento de Cavalaria foi então enviado para a batalha no setor norte em agosto, à medida que a situação se deteriorava para os japoneses. Embora as unidades Manchukuoan não tenham tido um bom desempenho geral, o Exército Kwantung confiou nelas devido ao seu desespero por mão de obra. Após o conflito, os japoneses acreditaram que o Exército Imperial Manchukuo teve um desempenho decente e viram motivos para expandi-lo.

### Anos finais e derrota

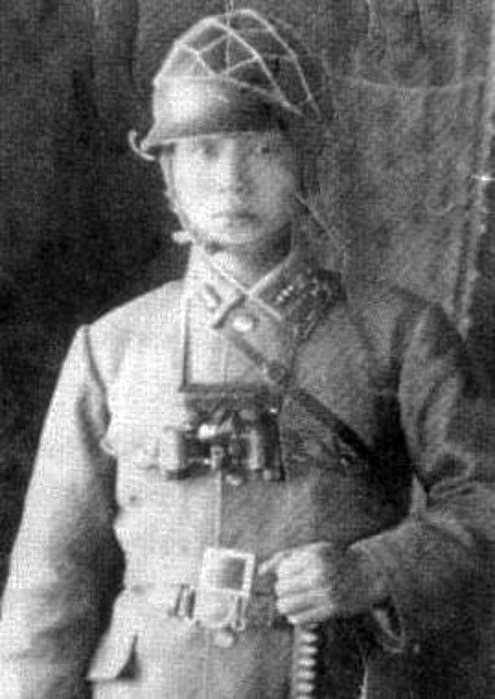
Park Chung-hee como assessor regimental do Exército Imperial Manchukuo

Durante o período de 1940 a 1945, o Exército Imperial Manchukuo atuou principalmente contra os guerrilheiros comunistas chineses. As notícias da época também continuaram a falar do sucesso das operações do exército contra bandidos e publicaram anúncios de recrutamento, sendo a única informação pública disponível sobre o exército. A maior parte dos combates foi travada por unidades de elite, enquanto a maior parte do exército ainda era considerada pouco confiável pelos japoneses. As unidades médias de Manchukuoan eram usadas para tarefas básicas de segurança e guarda. No entanto, algumas tentativas foram feitas para melhorar o exército, e ele recebeu artilharia e armaduras mais pesadas do Japão. Quando os soviéticos renunciaram ao pacto de não agressão com o Japão, começaram os preparativos para a próxima invasão de Manchukuo. Embora o exército do Imperador Kangde estivesse razoavelmente bem treinado e decentemente armado em 1945, ainda não era páreo para o Exército Vermelho, muito maior e mais experiente. Seu corpo blindado, composto por alguns tanques antigos e carros blindados, não se comparava às forças blindadas soviéticas, muito maiores. A principal força do exército Manchukuoan naquela época era sua cavalaria e esse ramo viu muitos combates durante a invasão.
A força de invasão soviética que participou da Operação Ofensiva Estratégica da Manchúria entrou no estado em 8 de agosto de 1945, consistindo em 76 divisões endurecidas pela batalha da frente europeia, e incluindo 4.500 tanques. A enorme força varreu facilmente tanto o esgotado Exército Kwantung quanto seus aliados Manchukuoan. Nos primeiros dias do ataque, pequenas unidades da cavalaria Manchukuoan entraram em ação contra o Exército Vermelho. Quando os soviéticos chegaram a Hailar, rapidamente forçaram a guarnição japonesa e manchukuoana na cidade a se render. A cidade de Fuchin caiu em 11 de agosto, apesar da resistência manchukuoana e japonesa, forçando-os a abandonar a cidade e a recuar para o sul e o leste. Outras unidades da região continuaram a lutar até 13 de agosto. A 7ª Brigada de Infantaria Manchukuoan rendeu a cidade de Jiamusi em 16 de agosto. A cavalaria Manchukuoan no flanco direito da frente enfrentou os soviéticos e as tropas mongóis na Mongólia Interior. Em 14 de agosto, esta força derrotou uma pequena unidade de cavalaria Manchukuoan no caminho em direção aos seus objetivos de Kalgan e Dolonnor.
À medida que os soviéticos avançavam, eclodiram motins na capital Xinjing e duraram de 13 a 19 de agosto. Algumas unidades Manchukuoan levantaram-se e mataram os seus oficiais japoneses em vingança pelos anos de tratamento brutal. Alguns regulares e auxiliares Manchukuoan permaneceram leais e continuaram a lutar ao lado dos japoneses, mas eram a minoria. A maioria das unidades Manchukuoan desapareceu no campo após a primeira semana ou mais, a menos que fossem detidas por seus conselheiros japoneses. Durante o conflito, os soviéticos capturaram 30.700 soldados não japoneses e mataram cerca de 10.000. Entre eles estavam 16.100 chineses, 3.600 mongóis, 700 manchus e 10.300 coreanos. Presume-se que a maioria dos coreanos eram auxiliares do Exército Kwantung, enquanto o restante eram soldados do Exército Manchukuoan (embora alguns coreanos tenham servido nas forças Manchukuoan, como o ex-Chefe do Estado-Maior General do Exército Sul-Coreano Paik Sun-yup e o Presidente da Coreia do Sul Park Chung-hee). Entre essas tropas estavam também alguns Russos Brancos. No entanto, a maioria do antigo Exército Imperial Manchukuoan permaneceu no campo. Muitos deles juntaram-se aos comunistas desde que os nacionalistas assassinaram as antigas tropas Manchukuoan que encontraram e, como resultado, estas antigas tropas fantoches forneceram uma importante fonte de mão-de-obra para o Partido Comunista na região. Talvez o mais importante seja que eles também trouxeram consigo grandes quantidades de armas e equipamentos.

## Armas e equipamentos

### Uniformes

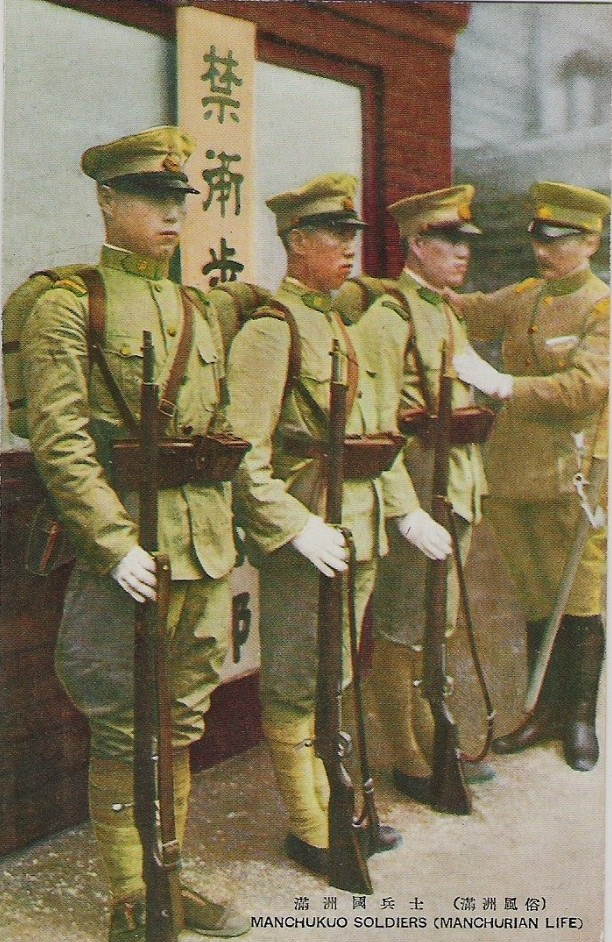
Soldados do Exército Imperial Manchukuo

Os primeiros uniformes militares do Exército Imperial Manchukuo eram indistinguíveis daqueles das forças e bandidos dos grupos de resistência locais, com os ex-soldados de Zhang Xueliang continuando a usar uniformes nacionalistas com braçadeiras amarelas para distingui-los. O problema foi que isso permitiu que os soldados de ambos os lados trocassem as braçadeiras, aumentando a confusão. Esta questão foi corrigida em 1934, com novos uniformes em estilo semelhante ao do Exército Imperial Japonês, e usando um sistema de código de cores nos crachás do colarinho (preto para polícia militar, vermelho para infantaria, verde para cavalaria, amarelo para artilharia, marrom para engenheiro e azul para transporte). A substituição dos antigos uniformes ocorreu em meados da década de 1930, e aqueles que estavam lotados na capital e nas grandes cidades receberam novos uniformes antes dos das cidades periféricas. Durante a década, o uniforme de estilo japonês foi gradualmente substituído por um exclusivo Manchukuoan.

### Armas
O antigo Exército Imperial Manchukuo herdou uma miscelânea de armas dos antigos arsenais do Kuomintang do Jovem Marechal, o que criou enormes problemas de manutenção e abastecimento. Por exemplo, havia 26 tipos de rifles e mais de 20 tipos de pistolas em uso em 1932. Em 1933, o número de armas em serviço era de 77.268 fuzis, 441 metralhadoras leves e 329 metralhadoras pesadas. Foi dada prioridade à unificação do armamento em torno do rifle 6,5 × 50mmSR Arisaka Tipo 38 como padrão, junto com a metralhadora pesada Tipo 3 e a metralhadora leve Tipo 11 do mesmo calibre.
A conversão começou em 1935, quando 50.000 carabinas Tipo 38 foram importadas do Japão. Nos dois ou três anos seguintes, rifles e metralhadoras japonesas foram gradualmente entregues à infantaria para substituir a mistura anterior de modelos chineses. No início da Guerra do Pacífico, o processo estava quase completo e o armamento do Exército Imperial Manchukuo era quase o mesmo do Exército Japonês básico. No entanto, unidades de defesa da linha traseira e milícias receberam rifles chineses capturados e rifles japoneses desatualizados.
Os arsenais militares em Fengtian e Mukden foram ampliados para produzir rifles, metralhadoras e artilharia, bem como para repará-los. Munições e armas pequenas também foram encomendadas às fábricas privadas em Manchukuo.

### Artilharia
Tal como acontece com as armas ligeiras, o equipamento mais pesado também veio inicialmente de fontes chinesas. Devido à escassez de artilharia de campanha no Exército Nacionalista, a maioria das armas confiscadas das forças de Zhang Xueliang eram infantaria leve e canhões de montanha. Os mais comuns entre eles eram os canhões de montanha alemães e austro-húngaros. Em 1933, o número de peças de artilharia usadas era de 281 canhões de infantaria, 88 canhões de montanha e 70 canhões de campanha. Os japoneses também forneceram sua própria artilharia ao exército Manchukuoan, na tentativa de padronizar seu equipamento. Muitas armas antiaéreas também foram usadas devido à ameaça potencial de uma invasão soviética.
- Canhão de campo tipo 38 75 mm
- Canhão de montanha tipo 41 75 mm
- Armas de montanha Krupp
- Morteiros chineses de calibre 7 cm
- Armas de campo chinesas de 75 mm
- Granada de mão (tipo bastão)
- Descarregador de granadas tipo 10
- Pistola AA tipo 88 75 mm

### Veículos blindados
O Exército Imperial Manchukuoan possuía uma força blindada pequena e em grande parte subdesenvolvida. Seus tanques incluíam 8 tanques leves Renault NC-27, 20 tankettes Carden-Loyd Mk VI e possivelmente um punhado de tanques leves Renault FT que sobraram dos arsenais do Jovem Marechal. O exército não recebeu tanques dos japoneses até a década de 1940, quando o IJA "emprestou" uma companhia de 10 tankettes Type 94 obsoletos.
Eles também colocaram em campo uma variedade de carros blindados, entre eles alguns modelos britânicos e franceses, juntamente com 30 carros blindados pesados japoneses Tipo 92. Estes últimos eram usados principalmente pelo ramo blindado da academia militar. Alguns carros blindados foram usados principalmente para transportar tropas durante operações anti-bandidos e tiveram um bom desempenho nessa função.

## Organização
Havia duas estruturas padrão para uma brigada mista do Exército Manchukuoan. O primeiro consistia em um quartel-general, dois regimentos de infantaria, um regimento de cavalaria e uma companhia de artilharia, totalizando 2.414 homens e 817 cavalos. A segunda consistia em um quartel-general, um regimento de infantaria, um regimento de cavalaria e uma companhia de artilharia, totalizando 1.515 homens e 700 cavalos. As brigadas de cavalaria também tinham duas estruturas padrão. A primeira era composta por um quartel-general, três regimentos de cavalaria e uma companhia de artilharia, num total de 1.500 homens e 1.500 cavalos. O segundo tinha quartel-general, dois regimentos de cavalaria e uma companhia de artilharia, totalizando 1.075 homens e 1.075 cavalos. A estrutura padrão de um regimento de infantaria incluía um quartel-general, dois batalhões de infantaria, duas companhias de metralhadoras e duas companhias de artilharia, totalizando 899 homens e 117 cavalos. Um regimento de cavalaria tinha uma estrutura composta por um quartel-general, três companhias de cavalaria e uma companhia de metralhadoras, num total de 458 homens e 484 cavalos. Uma unidade de treinamento contava com quartel-general, seção de ensino, regimento de infantaria, regimento de cavalaria, regimento de artilharia e regimento de cadetes, totalizando 1.614 homens e 717 cavalos. Essas eram as suas estruturas padrão no papel e, dada a disparidade nos tamanhos das diferentes unidades, é provável que essas estruturas não tenham sido totalmente respeitadas, se é que o foram.
Existia um departamento de conselheiros militares sob o Ministério da Guerra de Manchukuo, que designava conselheiros japoneses para cada guarnição do Exército Imperial e exército distrital. Devido ao grande número de ex-oficiais nacionalistas nas forças Manchukuoan, eles frequentemente entravam em conflito com seus conselheiros japoneses. Eventualmente, os oficiais japoneses conseguiram obter um controle considerável sobre as unidades Manchukuoan.

### Patentes
As tropas Manchukuoan usavam colarinhos que mostravam sua posição. O sistema que eles usaram inicialmente era o mesmo do Exército Imperial Japonês, antes que a cor das abas fosse alterada para marrom em 1937.

### Ordem de batalha

#### 1932
A organização inicial do Exército Imperial Manchukuo está listada abaixo. As forças das tropas da unidade estão entre parênteses. A força total do Exército Imperial Manchukuo em sua fundação era de 111.044 homens, já que muitas das ex-tropas nacionalistas que se renderam foram consideradas pouco confiáveis pelos japoneses e foram desmobilizadas.
- Exército da Guarda Fengtian (20.541 homens)
  - Sede (678)
  - Unidade de ensino (2.718)
  - 1ª Brigada Mista (2.467)
  - 2ª Brigada Mista (2.104)
  - 3ª Brigada Mista (2.467)
  - 4ª Brigada Mista (1.755)
  - 5ª Brigada Mista (1.291)
  - 6ª Brigada Mista (2.238)
  - 7ª Brigada Mista (2.014)
  - 1ª Brigada de Cavalaria (1.098)
  - 2ª Brigada de Cavalaria (1.625)
- Exército da Guarda de Jilin (34.287 homens)
  - Sede (1.447)
  - 2ª Unidade de Ensino (2.718)
  - Destacamento de Infantaria (1.163)
  - Destacamento de Cavalaria (1.295)
  - 1ª Brigada de Infantaria (2.301)
  - 2ª Brigada de Infantaria (2.343)
  - 3ª Brigada de Infantaria (2.496)
  - 4ª Brigada de Infantaria (3.548)
  - 5ª Brigada de Infantaria (3.244)
  - 7ª Brigada de Infantaria (2.343)
  - 8ª Brigada de Infantaria (2.301)
  - 1ª Brigada de Cavalaria (1.867)
  - 2ª Brigada de Cavalaria (1.598)
  - 3ª Brigada de Cavalaria (1.598)
  - 4ª Brigada de Cavalaria (2.037)
  - Unidade Yilan (706)
  - Força da Guarda Ferroviária da Manchúria do Norte (151)
  - Unidade Sanrin (1.452)
- Frota de Defesa Fluvial (640 homens)
- Exército da Guarda de Heilongjiang (25.162 homens)
  - Sede (1.016)
  - 3ª Unidade de Ensino (2.718)
  - 1ª Brigada Mista (3.085)
  - 2ª Brigada Mista (3.085)
  - 3ª Brigada Mista (3.085)
  - 4ª Brigada Mista (3.085)
  - 5ª Brigada Mista (1.934)
  - 1ª Brigada de Cavalaria (2.244)
  - 2ª Brigada de Cavalaria (2.244)
  - 3ª Brigada de Cavalaria (2.666)
  - Exército da Guarda de Daxing'anling Oriental (1.818)
  - Exército da Guarda de Daxing'anling do Norte (874)
  - Exército da Guarda de Daxing'anling do Sul (1.682)
- Exército da Guarda Rehe (17.945)
  - Sede (301)
  - Unidade de Artilharia (854)
  - Unidade de Cavalaria (172)
  - Unidade de Infantaria (1.294)
  - Forças da Área de Chengde (4.783)
  - Forças da Área de Chifeng (3.414)
  - Forças da Área de Chaoyang (3.977)
  - Forças da área de Weichang (3.760)
  - Exército Seian (2.018)

#### 1934
Em agosto de 1934 o Exército Imperial Manchukuo foi reorganizado em cinco exércitos distritais, cada um dividido em duas ou três zonas. Cada zona tinha uma ou duas Brigadas Mistas designadas, bem como uma unidade de treinamento. A força total do Exército Imperial Manchukuo nesta época era de 72.329 homens. A nova organização foi:
- Exército do 1º Distrito "Fengtian" - General Yu Zhishan (12.321 homens)
  - 6 Brigadas Mistas
- Exército do 2º Distrito "Jilin" - General Ji Xing (13.185 homens)
  - 4 Brigadas Mistas, 3 Brigadas de Cavalaria
- Exército do 3º Distrito "Qiqihar" - General Zhang Wendao (13.938 homens)
  - 5 brigadas mistas, 1 brigada de cavalaria
- Exército do 4º Distrito "Harbin" - General Yu Zhengshen (17.827 homens)
  - 8 brigadas mistas, 1 brigada de cavalaria
- Exército do 5º Distrito "Chengde" - General Zhang Haipeng (9.294 homens)
  - 3 Brigadas Mistas, 1 Brigada de Cavalaria
- Unidades independentes:
  - Exército da Guarda Leste Hingganling
  - Exército da Guarda Oeste Hingganling
  - Exército da Guarda do Norte Hingganling
  - Exército da Guarda Hingganling do Sul
  - Exército da Guarda Seian
  - 1ª Brigada de Cavalaria de Xingjing
  - Frota Fluvial

#### Década de 1940
Na década de 1940, o efetivo do Exército Imperial Manchukuo aumentou para mais de 200.000 homens, de acordo com fontes da inteligência soviética. Eles relataram que o exército tinha as seguintes unidades:
- 1ª Divisão (3 regimentos de infantaria, 1 regimento de artilharia)
- 1ª Brigada de Guardas (2 regimentos de infantaria de 2 batalhões, 1 companhia de morteiros)
- 1ª Divisão de Cavalaria (2 brigadas de cavalaria, 1 batalhão de artilharia a cavalo)
- 10 Brigadas de Infantaria (2 regimentos de infantaria de 2 batalhões, 1 companhia de morteiros)
- 6 Brigadas de Cavalaria (2 regimentos de cavalaria, 1 bateria de artilharia a cavalo)
- 21 Brigadas Mistas (1 regimento de infantaria, 1 regimento de cavalaria, 1 bateria de artilharia de montanha)
- 2 Brigadas Independentes
- 7 regimentos de cavalaria independentes
- 11 Unidades de Artilharia (uma por Distrito)
- 5 regimentos antiaéreos

#### 1945
As fontes divergem sobre quantas tropas o Exército Imperial colocou em campo em 1945, variando de 170.000 a 220.000. Sua organização às vésperas da Operação Ofensiva Estratégica da Manchúria era a seguinte:
- 8 divisões de infantaria
- 7 divisões de cavalaria
- 14 brigadas de infantaria e cavalaria

## Unidades especiais

### Guarda Imperial de Manchukuo
Quando Puyi se tornou chefe de estado de Manchukuo em 1932 com o título de "Chefe do Executivo", várias unidades foram formadas para defendê-lo e à capital Xijing. Entre eles incluíam-se os Guardas Imperiais Manchukuo, encarregados de sua proteção pessoal, bem como de servir como guarda de honra em ocasiões cerimoniais. O outro foi o Corpo de Cavalaria Independente, formalmente a 4ª Brigada de Cavalaria, que participou na invasão de Rehe em março de 1933. Um corpo de guarda especial também foi criado na província de Fengtian e, eventualmente, todas as províncias criaram um. Teve um bom desempenho em combate. Uma das forças irregulares mais conhecidas do Exército Imperial era uma força anti-bandidos de cerca de 5.000 pessoas sob o comando de Yoshiko Kawashima, uma princesa manchu e parente de Puyi.

### Exército da Independência da Mongólia
No início da década de 1930, os japoneses formaram um "Exército da Independência da Mongólia" com a etnia mongol que vivia em Manchukuo. As primeiras fontes de recrutas eram principalmente bandidos e outros indesejáveis, com conselheiros japoneses tendo controle total sobre a nova força. O primeiro exército tinha cerca de 6.000 homens no total, divididos em três exércitos de 2.000 homens cada. O exército, uma vez estabelecido, tornou-se parte do Exército Manchukuoan regular principalmente como uma força de cavalaria. Mais tarde, consistiu em nove regimentos de cavalaria e travou sua própria guerra contra bandidos independentemente dos Manchukuoans com algum sucesso, participando também da invasão de Rehe em 1933. Em 1938 foi ampliado para doze regimentos de cavalaria, dois regimentos de artilharia, duas baterias de montanha independentes e uma unidade de transporte motorizado. Dois anos depois, foi completamente integrado ao exército Manchukuoan e dissolvido, embora as unidades mongóis continuassem a ter um bom desempenho nas operações.

### Destacamento Coreano
Um destacamento especial coreano foi formado em 1937 a partir de coreanos étnicos por um empresário local de ascendência coreana. Os japoneses gostaram da ideia porque acreditavam que os coreanos não tinham lealdade aos chineses e seriam mais confiáveis. Todos os cargos foram preenchidos em dezembro de 1938 e a primeira turma de recrutas chegou a um centro de treinamento em 1939. Era inicialmente pequeno e consistia em quartel-general, companhia de infantaria e bateria de morteiros, sendo posteriormente ampliada com a adição de uma segunda companhia de infantaria em 1940. A unidade viu ações pesadas contra guerrilheiros e bandidos comunistas, sendo considerada pelos japoneses como uma unidade implacável e eficaz. O destacamento ficou conhecido por sua brutalidade e foi uma das poucas unidades fantoches que conquistou o respeito de seus superiores japoneses devido ao seu espírito marcial.

### Brigada Asano
Após a Guerra Civil Russa, muitos Russos Brancos acabaram na Manchúria, e os japoneses decidiram usar esta força anti-soviética motivada. O recrutamento para o Exército Manchukuo começou no início de 1940 e se aplicava a todas as etnias, incluindo os russos. Eles foram inicialmente usados para proteger ferrovias e outras áreas importantes e o sucesso inicial da unidade fez com que ela fosse expandida. No entanto, os japoneses mantiveram as tropas russas brancas sob seu comando direto. Eles trabalharam com o Partido Fascista Russo de Konstantin Rodzaevsky para formar esta unidade e, embora tenha havido uma revolta da Rússia Branca em 1933, os japoneses os consideraram úteis o suficiente para continuarem a empregá-los. Em 1936, todos foram unificados em um destacamento, o Destacamento Asano ou Brigada Asano, em homenagem ao Coronel Asano Takashi, o conselheiro japonês que o organizou. A brigada fazia oficialmente parte do exército Manchukuo, mas era liderada por oficiais japoneses. Cresceu de uma força inicial de 200 homens para 700 homens divididos em cinco empresas. A brigada lutou durante a Batalha de Khalkhin Gol em 1938 e foi quase totalmente destruída. Outro foi criado para substituí-lo e contava com cerca de 4.000 homens, incluindo cossacos, em 1945. Durante a invasão soviética da Manchúria, participou na luta contra o Exército Vermelho e o destino daqueles que caíram no cativeiro soviético é desconhecido. Também houve relatos de algumas unidades da Rússia Branca se rendendo ao Exército Vermelho à medida que avançavam.
Os emigrantes russos brancos que se juntaram à unidade foram obrigados a aprender japonês e instruídos nessa língua, enquanto viviam de acordo com os princípios do Bushido. Quando o recrutamento começou em 1940, o número da unidade aumentou, a presença de oficiais russos treinados pelos japoneses permitiu que fossem integrados mais rapidamente. A partir de 1941, o destacamento consistia em três esquadrões de cavalaria. Em 1942, uma escola militar separada foi criada para treinar oficiais russos para o destacamento Asano. O serviço no Exército Manchukuo era visto como impopular entre os círculos de emigrados em Harbin. Em janeiro de 1944, a Brigada Asano foi reorganizada em três destacamentos separados. Essas novas unidades tinham uma proporção maior de oficiais russos em vez de oficiais japoneses do que a brigada mais antiga. Os símbolos usados pela brigada incluíam símbolos nacionais russos, bem como a estrela de cinco pontas do Exército Manchukuo.

### Soldados buriates
O Exército Manchukuo também incluiu tropas da etnia Buryat em suas fileiras. Tal como os Russos Brancos, muitos Buryats fugiram da sua terra natal no rescaldo da Guerra Civil Russa, bem como durante as purgas políticas na União Soviética e na Mongólia Exterior durante a década de 1930, nas quais muitos Buryats foram alvo. Uma figura importante na comunidade Manchukuo Buryat foi Urzhin Garmaev. Buriates com idades entre 20 e 30 anos foram mobilizados ao lado de outros mongóis no Exército da Guarnição Norte de Hingan, com dois corpos de cavalaria e um esquadrão especial de defesa ferroviária sob o comando de Urjin. Suas funções incluíam a patrulha de fronteira perto do território soviético e da Mongólia Exterior e a supressão das guerrilhas comunistas anti-japonesas. Soldados buriates também participaram do lado Manchukuo durante a Batalha de Khalkhin Gol, após a qual os sobreviventes foram retirados para Hailar.